# Обыкновенный фазан
Обыкнове́нный фаза́н, или кавказский фаза́н (лат. Phasianus colchicus), — вид птиц из подсемейства Phasianinae семейства Phasianidae. Азиатский вид, частично встречается и в Европе. Также интродуцирован в другие части света.
Относится к числу одомашненных птиц и является распространённым объектом охотничьего промысла.
Является национальной птицей Грузии, его почитание связано с древним Колхидским царством.

## Происхождение названия
Название птицы, закрепившееся в русском и многих других языках, происходит от города Фазис. В древности это был самый восточный город в Понте, на южном берегу реки Фасис (др.-греч. Φασις), или Фазис (Риони). Он был основан жителями Милета для торговых целей, как укрепленное складочное место и колония. В биноминальном научном названии латинское видовое обозначение colchicus относится к местности Колхида, где находился город Фазис и откуда, согласно легенде, аргонавты завезли фазанов в Грецию. На месте древнего Фазиса находится современный город Поти.

## Общая характеристика

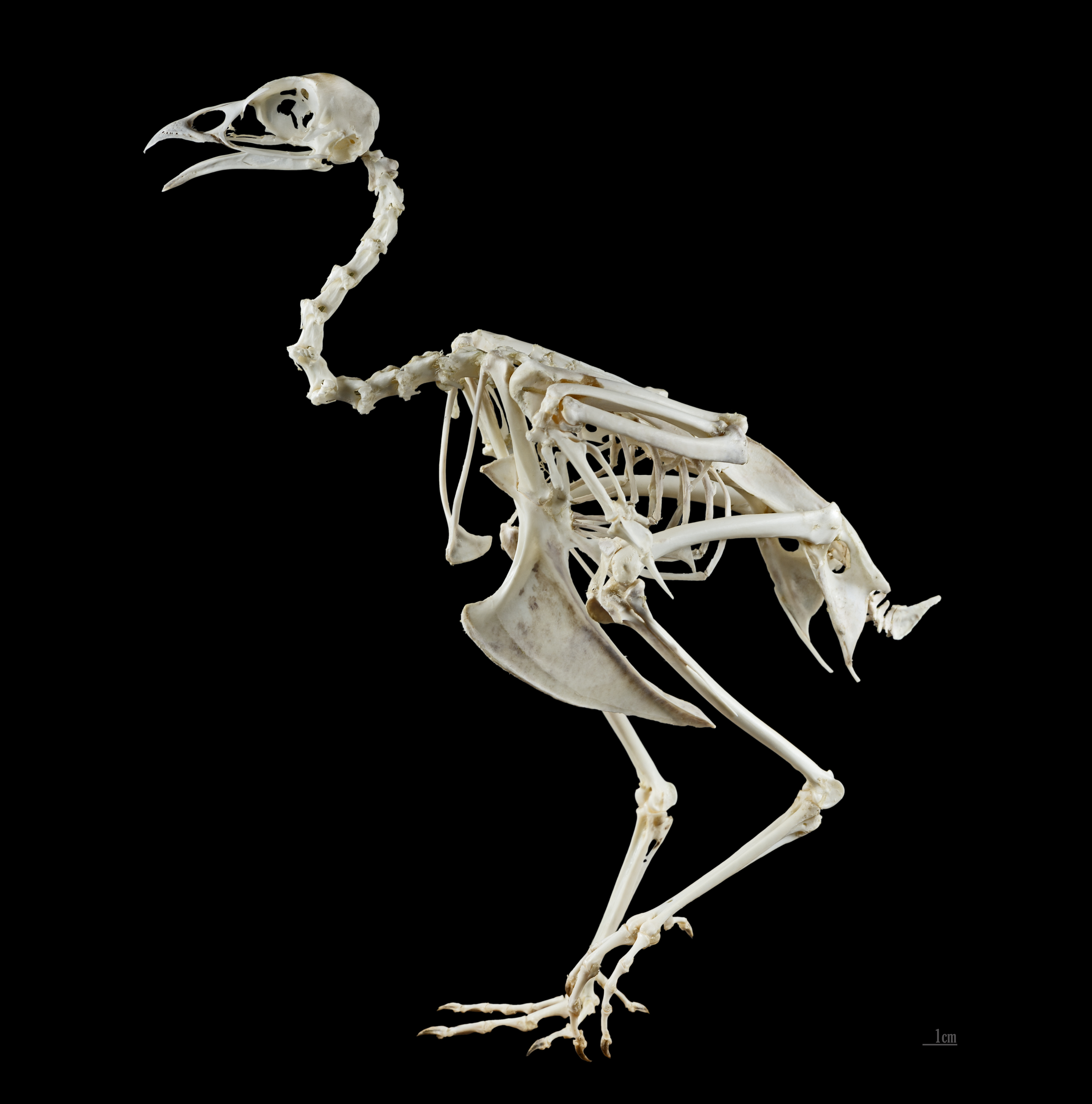
Скелет фазана

Длина тела до 85 см, масса до 1,7—2,0 кг. Самцы крупнее самок.
На голове обыкновенного фазана, в отличие от остальных родов фазанов, остаётся неоперённым лишь кольцо вокруг глаз. Очень длинный, клинообразный хвост — из 18 суживающихся к концу перьев. Вершину коротких, округлённых крыльев образуют четвёртое и пятое маховые перья. Самцы со шпорами на ногах и с блестящим оперением.
Самцы окрашены ярко, окраска довольно изменчива. У северных форм (подвидов) голова и шея самца золотисто-зелёного цвета с чёрно-фиолетовым отливом внизу. Золотисто-оранжевые с чёрными каймами перья спины постепенно переходят в медно-красные, отливающие фиолетовым цветом перья надхвостья. Перья хвоста жёлто-бурые с медно-фиолетовыми краями. Голое кольцо вокруг глаз красное. Самка — тускло-коричневая, серо-песочная, с чёрно-бурыми пятнами и чёрточками.

## Распространение
Обыкновенный фазан распространён от Турции до Приморского края и Корейского полуострова, включая Предкавказье и дельту Волги, Среднюю и Центральную Азию (Афганистан, Монголию) и бо́льшую часть Китая, и на юго-востоке до северного Вьетнама.
Номинативный подвид Phasianus colchicus colchicus («семиреченский фазан») живёт на Кавказе, местами в большом количестве, акклиматизированный и полуодомашненный во всей Западной и Южной Европе. Его родиной считаются поросшие лесом и камышом речные долины Северного Кавказа и Закавказья.
Кроме номинативного подвида, на территории бывшего СССР встречаются другие подвиды, например, Phasianus colchicus persicus (y юго-восточного побережья Каспийского моря), Phasianus colchicus principalis (в Арало-Каспийской низменности), Phasianus colchicus chrysomelas (там же) и другие.
Северокавказский фазан (Phasianus colchicus septentrionalis) занесен в «Перечень объектов животного мира, нуждающихся в особом внимании к их состоянию в природной среде».
Фазан местами акклиматизирован и в местностях с устойчивым снежным покровом, находя зимой корм у животноводческих ферм.

## Образ жизни
Обыкновенный фазан живёт в лесах с подлеском или в зарослях кустарника. Держится преимущественно возле воды, в зарослях по долинам рек и берегам озёр, в густых лесных зарослях, богатых вьющимися и колючими кустарниками и прерывающихся небольшими лесными полянками, или в кустарниках по обочинам полей. Вспугнутый, он редко поднимается на деревья, предпочитая прятаться на земле в траве и в кустах.
Главную его пищу составляют семена, мелкие плоды, ягоды (на Кавказе — облепиха и черноягодник), побеги. Поедает также зёрна, насекомых, моллюсков, червей.

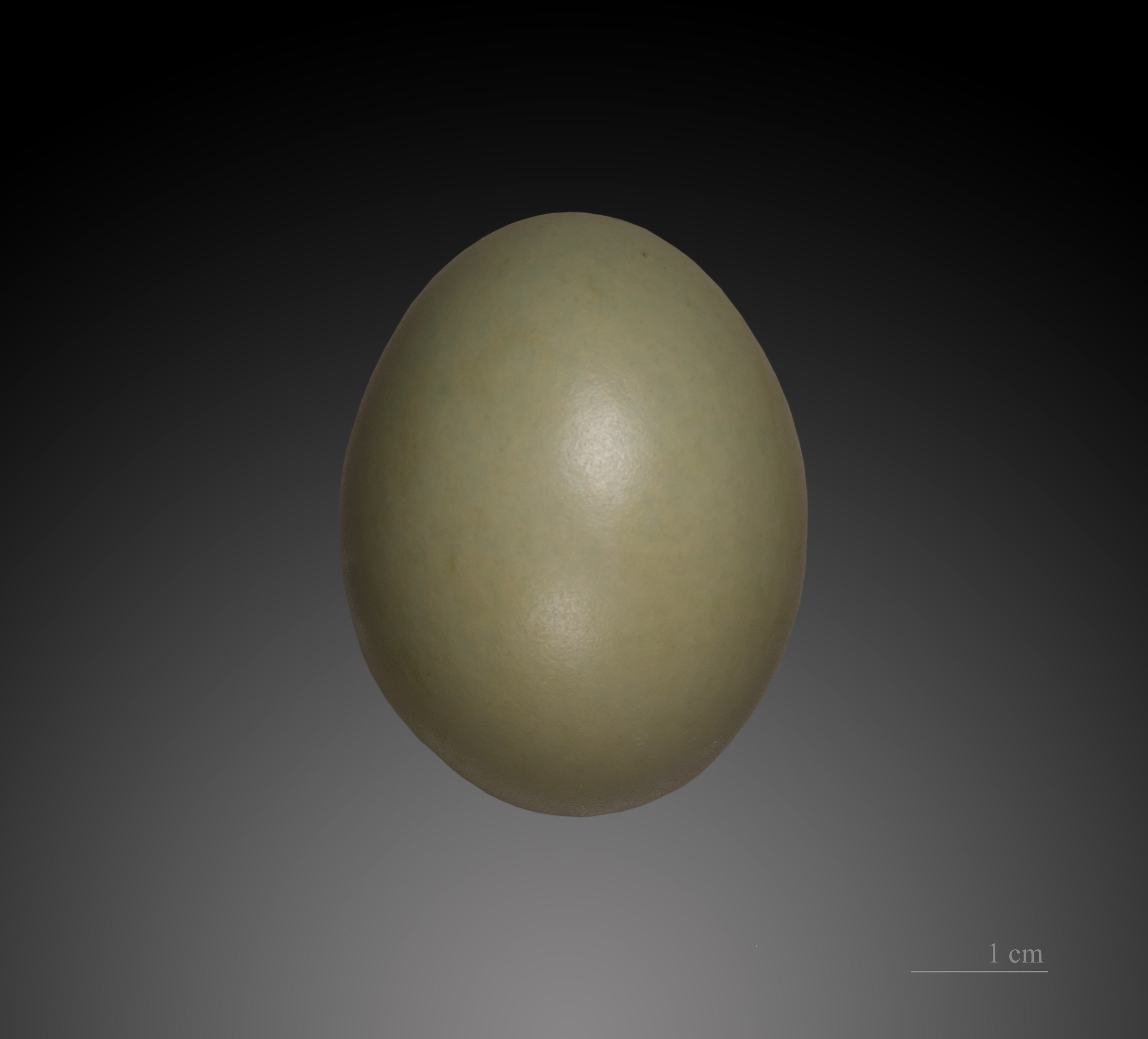
Яйцо Phasianus colchicus

## Размножение
Интересно, что в диком состоянии обыкновенный фазан живёт в моногамии, в полуодомашненном — в полигамии.
Гнёзда строит на земле. Полная кладка, к которой обыкновенный фазан приступает ранней весной, состоит из очень значительного числа (до 20, обыкновенно 8—18) бурых одноцветных яиц. Насиживание длится 22—28 суток. Насиживает и водит птенцов только самка; самцы не принимают участия в выведении птенцов.

## Классификация

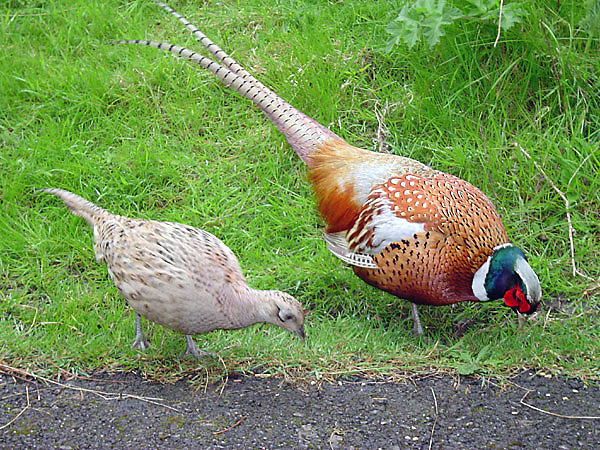
Самка и самец кольчатого фазана (подвид обыкновенного — Phasianus colchicus torquatus) с осветлённым оперением

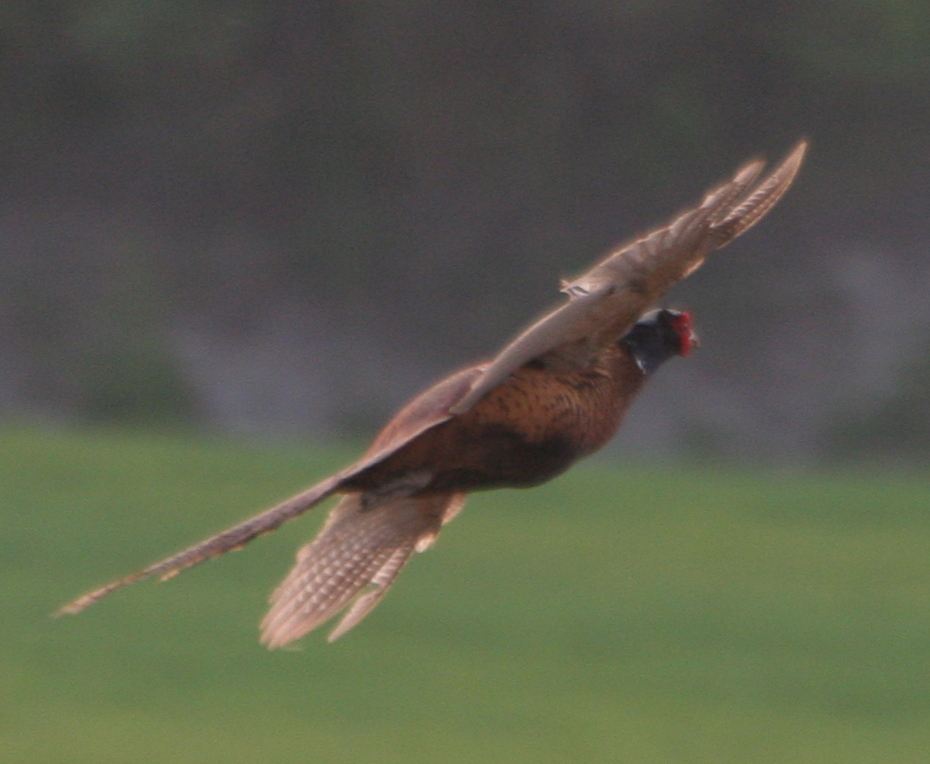
Фазан в полёте

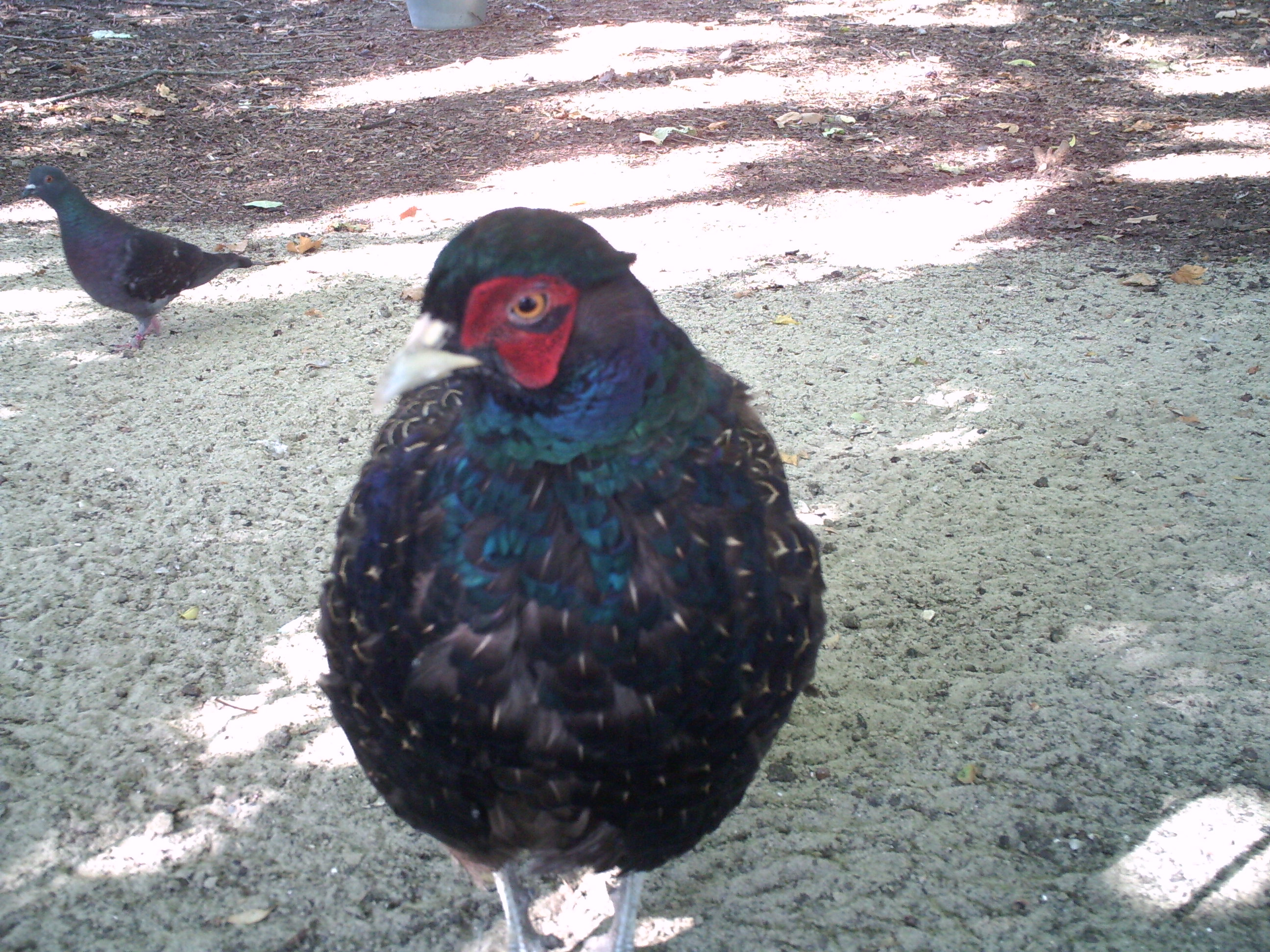
Phasianus colchicus в Ростовском-на-Дону парке Октябрьской революции

Международный союз орнитологов признаёт 30 подвидов обыкновенного фазана:
- P. c. septentrionalis T. Lorenz, 1889 — Северный Кавказ (юг России)
- P. c. colchicus Linnaeus, 1758 — Закавказье (Грузия, Армения и Азербайджан)
- P. c. talischensis T. Lorenz, 1889 — юго-восточное Закавказье (Азербайджан и северо-центральный Иран)
- P. c. persicus Severtzov, 1875 — юго-восточный Туркменистан и северо-восточный Иран
- P. c. principalis P. L. Sclater, 1885 — юго-восточный Туркменистан и северо-западный Афганистан
- P. c. chrysomelas Severtzov, 1875 — северный Туркменистан и западный Узбекистан
- P. c. zarudnyi Buturlin, 1904 — восточный Туркменистан
- P. c. bianchii Buturlin, 1904 — юго-восточный Узбекистан, юго-западный Таджикистан и северо-восточный Афганистан
- P. c. zerafschanicus Tarnovski, 1891 — южный Узбекистан
- P. c. turcestanicus T. Lorenz, 1896 — южный Казахстан
- P. c. mongolicus J. F. Brandt, 1844 — юго-восточный Казахстан и северный Кыргызстан
- P. c. shawii D. G. Elliot, 1870 — западный Китай
- P. c. tarimensis Pleske, 1889 — от Таримской впадины до Лобнора (запад Китая)
- P. c. vlangalii Przewalski, 1876 — впадина Цайдам (западно-центральный Китай)
- P. c. strauchi Przewalski, 1876 — северо-восточный Цинхай (центральный Китай)
- P. c. sohokhotensis Buturlin, 1908 — восточный Ганьсу (центральный Китай)
- P. c. satscheuensis Pleske, 1892 — западный Ганьсу (северо-центральный Китай)
- P. c. hagenbecki Rothschild, 1901 — западная Монголия
- P. c. edzinensis Sushkin, 1926 — юго-центральная Монголия
- P. c. alashanicus Alphéraky & Bianchi, 1908 — Нинся-Хуэйский автономный район (северо-центральный Китай)
- P. c. kiangsuensis Buturlin, 1904 — северо-восточный Китай
- P. c. karpowi Buturlin, 1904 — от северо-восточного Китая до Корейского полуострова
- P. c. pallasi Rothschild, 1903 — юго-восточная Сибирь, северо-восточный Китай и северо-восток Кореи
- P. c. suehschanensis Bianchi, 1906 — северо-западный Сычуань и южный Ганьсу (западно-центральный Китай)
- P. c. elegans D. G. Elliot, 1870 — от западного Сычуаня до северо-западного Юньнаня (западно-центральный Китай), северо-восточная Мьянма и восточный Тибет
- P. c. decollatus Swinhoe, 1870 — центральный Китай
- P. c. rothschildi La Touche, 1922 — юго-восточный Юньнань (юго-центральный Китай) и северо-западный Вьетнам
- P. c. takatsukasae Delacour, 1927 — юго-западный Гуандун (южный Китай) и северо-восточный Вьетнам
- P. c. torquatus Gmelin, 1789 — восточный Китай
- P. c. formosanus D. G. Elliot, 1870 — Тайвань

Ранее отдельные подвиды обыкновенного фазана считались самостоятельными видами, например, выделяли до 12 видов, живущих в одной только Средней и Восточной Азии.

## Люди и обыкновенный фазан
Обыкновенный фазан — национальная птица Грузии. Из кусочков филе этой птицы первоначально изготовляли грузинское национальное блюдо чахохбили (груз. ხოხობი (хохоби) — фазан), которое впоследствии было заменено на куриное филе. Возникновение блюда обусловлено распространённым в Колхиде древнегрузинском культе почитания фазана, олицетворявшего жизнь и счастье и чьё мясо давало человеку жизненные силы, было способно наделить его бессмертием. В древней Грузии фазан долгое время был запретным для охоты животным, находившимся под покровительством высших сил. Согласно легенде, фазан был главным подарком древнегрузинской богини леса Дали, дарившей его своим избранникам в знак вечной любви и преданности.
Фазан — ценный охотничий трофей и одомашненная птица, которую разводят в охотничьих, фермерских и подсобных хозяйствах, а также на специальных дичефермах и фазанариях.
При этом в неволе и в сельскохозяйственных целях часто используется охотничий фазан — гибридная форма, которая возникла в Европе при участии закавказского, семиреченского и китайского подвидов обыкновенного фазана.
Кроме Азии, интродуцирован человеком в странах Европы, Северной Америки и Австралии (около 50 стран). Экологические особенности интродуцированных популяций фазанов были изучены в нескольких исследованиях.
Этот вид также выбран птичьим символом штата Южная Дакота в США и префектуры Иватэ в Японии.

Обыкновенный фазан на почтовых марках
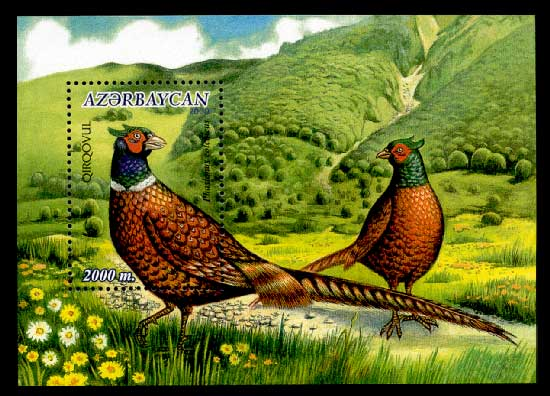
Азербайджан (2000)
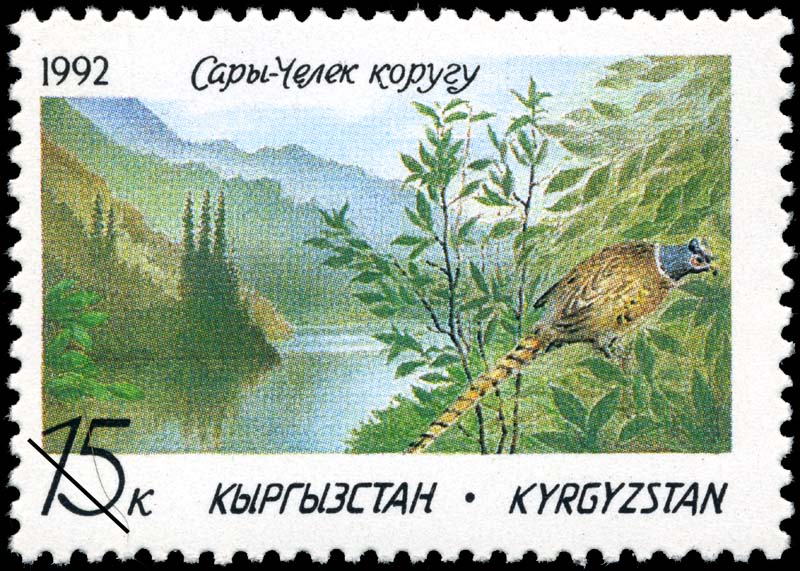
Кыргызстан (1992)
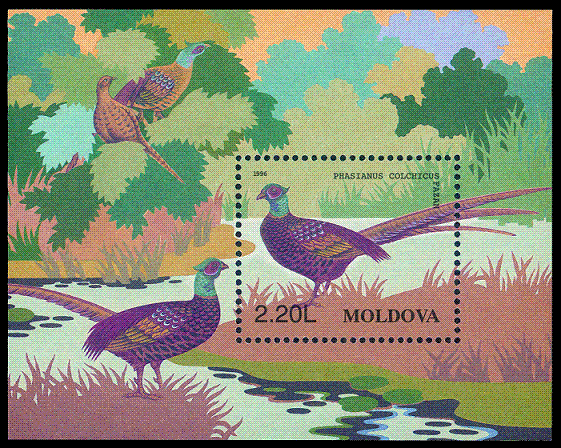
Молдавия (почтовый блок, 1996)

## Генетика
Классическая генетика

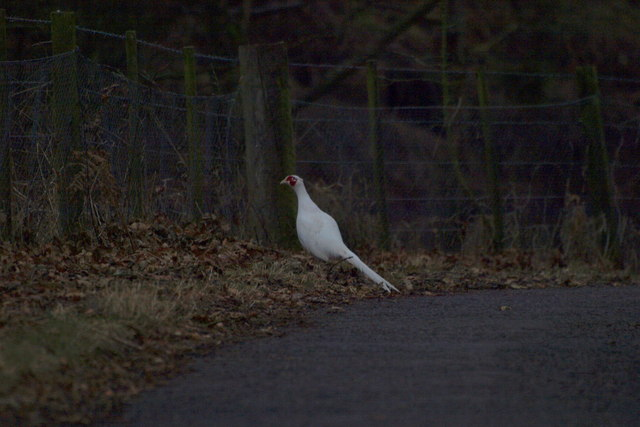
Белый фазан (мутация окраски оперения)

В работах по классической частной генетике фазанов, в частности, охотничьих, принято считать, что их исходная разновидность несёт в своём генотипе аллели дикого типа. С применением гибридологического анализа выявлены мутации генов окраски оперения, в том числе:
- аутосомный рецессивный ген пёстрой окраски (pi) — пёстрое оперение;
- аутосомный доминантный ген тёмной (меланистической) окраски (M) — тёмная вариация оперения;
- мутация белой окраски — белое оперение и т. д.

Пёстрая и тёмная разновидности были получены в результате селекционно-племенной работы в фазанарии «Холодная гора» в Крыму, а линия охотничьих фазанов с чисто белым оперением — в Северной Ирландии.
Кариотип: 82 хромосомы (2n).
Молекулярная генетика
- Депонированные нуклеотидные последовательности в базе данных EntrezNucleotide, GenBank, NCBI, США: 611 (по состоянию на 17 февраля 2015).
- Депонированные последовательности белков в базе данных EntrezProtein, GenBank, NCBI, США: 302 Архивная копия от 23 февраля 2018 на Wayback Machine (по состоянию на 17 февраля 2015).

Генетическая структура популяций фазанов в штате Айова была изучена с помощью случайно амплифицируемой полиморфной ДНК (RAPD). Обнаружена генетическая подразделённость близко живущих групп птиц и фрагментированность популяций в целом. Молекулярно-генетические маркеры того же типа были использованы в обследовании популяции Phasianus colchicus pallasi на Дальнем Востоке, в результате чего была выявлена высокая внутрипопуляционная изменчивость.
В другом исследовании на фазанах, взятых с двух ферм по их разведению во Франции и Италии, были апробированы 154 микросателлитных маркера курицы и 32 — индейки. Показано, что 25 маркеров курицы и 11 — индейки могут быть успешно амплифицированы на ДНК обыкновенного фазана. При этом восемь маркеров были полиморфны и, следовательно, пригодны для дальнейших популяционно-генетических исследований этого вида.
Геном: 0,97—1,27 пг (C-value).